# Józef Seifert
Józef Seifert – poseł do Sejmu Krajowego Galicji III kadencji (1870), c.k. komisarz powiatowy w Cieszanowie, starosta cieszanowski w roku 1879.
Wybrany w IV kurii obwodu Żółkiew, z okręgu wyborczego nr 47 Lubaczów-Cieszanów. Złożył mandat 19 sierpnia 1870, na jego miejsce obrano ks. Pawła Jaworśkiego.
Jego żoną była Maria.
Honorowy obywatel miasta Lubaczowa.